# Thiết kế web đáp ứng
Responsive web design (hay còn gọi Thiết kế web đáp ứng) là kiểu mẫu phong cách thiết kế với giao diện, bố cục website thể hiện đẹp, mang tính mỹ thuật với độ hiển thị nội dung co giãn phù hợp trên tất cả các màn hình thiết bị như desktop, laptop, tablet, smartphone, với mọi độ phân giải màn hình, duy trì sự hiển thị nội dung nhất quán thẩm mỹ trên mọi chế độ phân giải.
Một trang web được thiết kế theo RWD là việc điều chỉnh bố trí môi trường hiển thị nội dung bằng cách sử dụng thiết kế dựa trên lưới, hình ảnh co giãn linh hoạt, CSS3 media queries và sự mở rộng các quy tắc của @media.
Thiết kế dạng lưới linh hoạt là cách đơn giản để hiệu quả tạo ra việc sắp xếp trật tự các nội dung trình diễn trên trang. Nó triệu gọi kích thước phần tử trang trong các tỷ lệ phần trăm đơn vị tương ứng, chứ không phải là đơn vị tỷ lệ tuyệt đối như pixel hoặc points. Những hình ảnh hiển thị cũng có kích thước giãn nở linh hoạt để ngăn chặn sự hiện thị ra bên ngoài của phần tử chứa chúng.
Media queries cho phép trang sử dụng những quy tắc kiểu Css khác nhau dựa trên đặc điểm của thiết bị mà trang web đang được hiển thị trên đó, phổ biến nhất là tỷ lệ chiều rộng của trình duyệt.

## Những khái niệm liên quan trọng thiết kế web đáp ứng

#### Thiết kế dạng lưới linh hoạt (Grid Based)
Khái niệm này đã tồn tại từ lâu, thiết kế  dựa theo nguyên tắc cơ bản là canh đều. Tập hợp các phần tử hiện thị nội dung hình chữ nhật theo hàng và cột trên trang để tạo bố cục trang. Ví dụ: 3-2-3 cột  tức là gồm 3 hàng, hàng thứ nhất 3 cột, hàng thứ hai 2 cột, hàng thứ ba có 3 cột. Hiện bố cục trang thiết kế có rất nhiều mẫu: 1-3-1 Columns; 1-2-1 Columns; 1-2-1 Columns; 1-4 Columns; 1-3-2 Columns...
Ngôn ngữ đánh dấu HTML5: phiên bản kế tiếp của HTML4.01 do tính chất khả mở và phù hợp nên thế giới công nghệ tiếp tục phát triển lên HTML5, ngôn ngữ đánh dấu này chúng ta đã tiếp cận nó từ lâu khi thế giới internet phát triển đến ngày nay.
Html5 được định nghĩa và có thêm nhiều tính năng mở rộng của nó Ví dụ: các phần tử <video>,<audio>,các thành phần <canvas>, MathML cho các công thức toán học.... Ở đây chúng tôi chỉ giới thiệu sơ lược về nó còn các bạn muốn tìm hiểu rõ về nó xin tham khảo chi tiết các nguồn có liên quan.

##### Bảng kiểu định dạng CSS3
Là bảng kiểu định dạng phiên bản kế tiếp của CSS2 được W3C và cộng đồng công nghệ phát triển. Vai trò của  nó hỗ trợ xử lý định dạng cho trang HTML được thẩm mỹ đẹp hơn khi thể hiện thông tin trên các trình duyệt như font chữ, màu chữ, kiểu nền, phối màu, các định dạng dữ liệu đa phương tiện media queries...
Nền tảng Frameworks JavaScript" là ngôn ngữ kịch bản được dùng để thực thi tập các tác vụ nào đó cho ứng dụng web. Ngôn ngữ này được sử dụng áp dụng phổ biến và được giới công nghệ phát triển thành các nền tảng Frameworks khác nhau như:  AngularJS, Modernizr, jQuery, and jQuery Mobile....

## Những thuận lợi và thách thức của thiết kế web đáp ứng

### Thuận lợi
Sự chuyển dịch truy cập web các năm vừa qua trên thiết bị di động tạo điều kiện cho thiết kế web đáp ứng được các cá nhân, đơn vị quan tâm sử dụng nhiều hơn.
Điểm thuận lợi thứ nhất  về mặt chi phí triển khai bảo dưỡng:  vì khi triển khai web đáp ứng là chỉ một phiên bản duy nhất chạy nhất quán trên mọi thiết bị do đó khi phát sinh lỗi hay nâng cấp thì chúng ta chỉ chi phí một lần cho một phiên bản này. Còn nếu bạn có 2 phiên bản một là phiên bản web chạy trên desktop và một phiên bản Mobile chạy trên di động thì chi phí nâng cấp và bảo dưỡng cấp tang gấp đôi.
Điểm thuận lợi thứ hai là về SEO và quản trị nội dung: khi bạn dùng RWD thì chúng ta chỉ có duy nhất một URL và chỉ một phiên bản nên khi chúng ta làm SEO thì chí phí giảm một nửa và hiệu quả tang cao. Ngoài ra việc cập nhật nội dung cũng được tiết kiệm rất nhiều thời gian và công sức.
Điểm thuận lợi thứ ba về thương hiệu: việc nhận diện thương hiệu sẽ được nhất quán khi chúng ta dùng RWD khi các đơn vị doanh nghiệp làm thương hiệu. Không có sự khác biệt về thiết kế giúp khách hàng người dùng dễ dàng nhận biết thương hiệu của công ty.
Điểm thứ tư về tính tiện ích: Sự thống nhất về thiết kế làm cho người dùng không bỡ ngỡ và sử dụng quen thuộc dễ dàng và việc điều hướng trang cũng hiệu quả không làm cho người dùng bất tiện, duy trì sự trãi nhiệm và giữ chân khách hàng lâu hơn trên web cũng công ty.
Điểm thuận lợi thứ năm về tốc độ tải trang: với tốc độ 2,5g, 3g và hạ tầng mạng chưa được nâng cấp thì các trang web thường phải mất thời gian dài để tải toàn bộ dữ liệu trang, đặc biệt khi chạy các hiệu ứng silde phức tạp có nhiều xử lý hình ảnh dung lượng cao. RWD đã thỏa mãn sự hài lòng của người truy cập bằng việc nén dữ liệu và giảm tải các dữ liệu cho thời gian tải trang được nhanh hơn.
Thứ sáu là việc chia sẻ nội dung cho các mạng xã hội như facebook, Google plus ... được các web RWD được thuận tiện dễ dàng, nhanh chóng. làm tăng cao sự truyền thông xã hội tăng tính phổ biến của web rộng rãi đến người dùng và tạo ra tỷ lệ chuyển đôi từ người dùng đến khách hàng tiềm năng cao hơn.

#### Những thách thức
Thách thức thứ nhất về Thời gian: việc triển khai thiết kế web đáp ứng cũng tốn nhiều thời gian công sức hơn web thường về mặt kỹ thuật và thiết kế. Do việc làm bố cục, định dạng hiện thị cho nhiều thiết bị di động khác nhau mà hiện trên thị trường có nhiều chủng loại.
Thứ hai là làm giảm thông điệp truyền tải có ý nghĩa: việc lược dữ liệu, giảm kích thước hình ảnh và nén dữ liệu cũng làm mất đi các thong tin ý nghĩa muốn thể hiện và truyền bá đến người dùng. Do đó cần một đòi hỏi tính thẩm mỹ tinh tế của người  thiết kế thứ thiệt là sắp xếp và Css lại sao cho nội dung được hiện thị đẹp nhất trên mọi thiết bị.
Thách thức tiếp theo là Thanh Menu Điều Hướng (Navigation bar): Thanh điều hướng là yếu tố quan trọng tạo sự thẩm mỹ và chuyển trang hợp lý giúp giữ chân khách hàng và tang độ tiện nghi cho người dùng. Nếu một thanh điều hướng có nhiều lớp và khá phức tạp trên desktop và nó sẽ đem lại nhiều phiền tối khi xem web trên thiết bị di động khi chúng ta không biết cách giải quyết chúng.
Đề đến trang báo điện tử vnexpress, nhà thiết kế quyết định ẩn đi thanh điều hướng ban đầu trên màn hình có kích thước hiển thị giới hạn và chỉ khi click vào một biểu tượng icon góc trên bên trái thì nội dung thanh menu điều hướng mới hiện thị.
Tóm lại chúng ta cần cân nhắc và đong đếm điểm tốt hơn:
 Tất cả các thiết bị, quy luật cơ sở là cân bằng giữa việc dễ dàng truy xuất thông tin với các cấu trúc thiết kế không phô trương. Đừng phát minh lại quy luật nếu bạn không nghiên cứu thực hiện.
Không có gì là hoàn hảo tuyệt đối, có ưu thì phải có khuyết, điều quan trọng là chúng ta áp dụng phương pháp nào gần đến hoàn chỉnh, tức là điểm ưu nhiều hơn điểm khuyết và ít lỗi nhất thì chúng ta dùng. Thiết kế web đáp ứng cũng vậy, chúng ta cần kiểm tra và điều chỉnh thiết kế trên nhiều thiết bị càng tốt để sự hiển thị của thiết kế này được tối ưu và phát huy vai trò và tính hiệu quả của nó.